# Bulbophyllum quadrisubulatum
Bulbophyllum quadrisubulatum är en orkidéart som beskrevs av Johannes Jacobus Smith. Bulbophyllum quadrisubulatum ingår i släktet Bulbophyllum och familjen orkidéer. Inga underarter finns listade i Catalogue of Life.